# Valiraptor vittatus
Valiraptor vittatus är en tvåvingeart som beskrevs av Jason Gilbert Hayden Londt 2002. Valiraptor vittatus ingår i släktet Valiraptor och familjen rovflugor. Inga underarter finns listade i Catalogue of Life.